# Gare de Blommenholm
La gare de Blommenholm est une gare ferroviaire destinée exclusivement au trafic local de la ligne de Drammen, située dans la commune de Bærum. La gare fut mise en service en 1910 et se situe à 10.72km d'Oslo.